# Ein Kuss mit Folgen
Ein Kuss mit Folgen (Prince Charming) ist eine US-amerikanische Filmkomödie von Allan Arkush aus dem Jahr 2001.

## Handlung
Prinz John soll Prinzessin Gwendolyn heiraten, was den jahrhundertelangen Krieg zwischen beiden Familien beenden soll. Am Tag seiner Hochzeit wird er beim Ehebruch ertappt, woraufhin er und sein Diener Rodney als Strafe in Frösche verwandelt werden. Nur der Kuss einer Frau kann sie zurückverwandeln.
Einige Jahrhunderte später, in New York City der Gegenwart, wird John von der Schauspielerin Margo geküsst. Er und Rodney nehmen wieder die menschliche Gestalt an. Diese können sie jedoch nur dann behalten, wenn John und Margo bis zum nächsten Vollmond heiraten.
John erhält eine Rolle im Theaterstück Romeo und Julia, das im Central Park aufgeführt werden soll. Er verliebt sich in die Fiakerin Kate. John und Margo erscheinen zwar rechtzeitig zur Hochzeit, aber John heiratet die Schauspielerin nicht, sondern offenbart Kate seine Liebe. Er verwandelt sich wieder in einen Frosch, woraufhin er von Kate geküsst wird, was ihn wieder in einen Menschen verwandelt.
In der letzten Szene sieht man die dreifache Hochzeit: John heiratet Kate, Margo heiratet den Manager der Theatertruppe, Rodney heiratet Serena, eine am Theater beschäftigte Frau.

## Kritiken
Arthur Lazere schrieb auf www.culturevulture.net, das Drehbuch und die Regie des Films würden ein „Gleichgewicht zwischen der Albernheit und der Romanze“ erhalten. Der Film sei „süß“ und „lustig“.
Das Lexikon des internationalen Films schrieb, die Komödie unterhalte „solide“ „dank Spiellaune, guter Ausstattung“ sowie „witziger Einfälle“.